# Auguste Donny
Joseph Augustin Donny (conocido como Auguste Donny; Béziers, 1 de enero de 1851-Yport, 22 de septiembre de 1916) fue un deportista francés que compitió en vela en la clase tonelaje. Participó en los Juegos Olímpicos de París 1900, obteniendo una medalla de bronce en la clase 2 – 3 Ton (regata 2).

## Palmarés internacional
| Juegos Olímpicos | Juegos Olímpicos | Juegos Olímpicos  | Juegos Olímpicos     |
| Año              | Lugar            | Medalla           | Clase                |
| ---------------- | ---------------- | ----------------- | -------------------- |
| 1900             | París (Francia)  | Medalla de bronce | 2 – 3 Ton (regata 2) |